# Criminalità in Estonia
Ci sono diverse organizzazioni criminali operanti in Estonia. Diffuse soprattutto tra l'etnia di origine russa, che ancora permane nello stato estone. Ognuno di questi gruppi ha almeno dieci membri attivi, ed il più grande conta circa cento membri.
La mafia estone è un'ampia alleanza di gruppi di banditi principalmente di etnia russa, con una vasta gamma di differenti racket, dal traffico di droga al furto d'auto. Si conoscono come Nõukogu. I gruppi non lottano fra loro.
Il gruppo Kemerovo è il più potente con a capo una persona conosciuta come  V.G. - (Vyacheslav Gulevich), arrestato recentemente in Agosto 2017, a Mijas (Spagna).
Oltre alle citate attività illegali ci sono anche il controllo della prostituzione e l'offerta di lavoratori nei contratti edilizi in Finlandia.
Operano particolarmente in questa regione, poiché fa parte dell'Europa occidentale e ci sono maggiori profitti.
La cannabis invece è importata dal Nord Africa attraverso la Costa del Sol in Spagna.
Le amfetamine che vengono prodotte in Estonia vengono poi rivendute in Finlandia dove c'è un'alta domanda.
Si è saputo che la mafia estone di etnia russa, tiene contatti con la mafia russa per mantenere un cartello di prostituzione in Finlandia. Questo cartello è conosciuto come Obtshak (fondo unito, dalla polizia finlandese invece come: Yhteiskassa). Esso si è sbarazzato dei precedenti controllori della prostituzione ottenendone così virtualmente il monopolio.

## Organizzazioni criminali
Il Fondo Comune (Obtshak) è una tipica organizzazione a cupola di gruppi criminali, una unione di interessi di ogni sorta, quale saòda i conflitti e stabilisce i confini delle sfere di interesse dei vari gruppi. Il gruppo aiuta anche i membri in detenzione.
Il Consiglio è l'equivalente in lingua estone del Fondo Comune e principalmente comprendente giovani businessmen estoni, che aiuta il transito di larghi traffici di droga e che inoltre è attivo in altri tipi di crimini finanziari.
Il gruppo più forte, il gruppo Kemerovo, opera nel business della droga, prostituzione, auto rubate, e estorsione. Questo gruppo criminale è prevalentemente composto di etnia russa ed ha iniziato ad operare fuori dai confini nazionali, nei paesi nordici.
Il gruppo Stasi è un banda di etnia russa, specializzata nei furti delle auto allo scopo di chiederne un "riscatto".
Il gruppo Okun, dal nome del boss, è attivo nelle estorsioni, ladrocini, ed auto rubate. I membri hanno stretti contatti con elementi criminali in Russia.
Il gruppo Azeri comprende circa 50 uomini provenienti dall'Azerbaigian, ed è focalizzato nel business dell'eroina. Operano insieme a conterranei Azeri nei paesi nordici e nei baltici..
Il gruppo degli estoni (conosciuto anche come gruppo di Linnuvabrik, un villaggio vicino alla capitale estone) è una organizzazione diversa perché i leader di essa sono divisi in differenti fazioni in conflitto l'un l'altra. Il gruppo è specializzato nel traffico di droga, auto rubate e crimini finanziari nei paesi nordici ed in Europa Occidentale.

## Traffico di gioielli
Rapine a mano armata e furti di negozi di gioielleria  è la specialità delle organizzazioni criminali russe in Estonia. La tendenza è iniziata da Raivo Roosna e Aleks Lepajõe che svaligiarono il Tillander store in Helsinki nel 1985. Nel dicembre  2006, era stato stimato che criminali russi di Estonia erano responsabili di 140 furti in gioiellerie e negozi di orologi in Finlandia, Paesi Bassi, Portogallo, Italia, Spagna, Francia, Germania, Gran Bretagna, Danimarca, e Svezia negli ultimi tre anni. Il valore delle proprietà sottratte è stato stimato ammontare a 25 milioni di euro.